# Acalolepta grisescens
Acalolepta grisescens är en skalbaggsart som först beskrevs av Stefan von Breuning 1936.  Acalolepta grisescens ingår i släktet Acalolepta och familjen långhorningar.
Artens utbredningsområde är Burma. Inga underarter finns listade i Catalogue of Life.